# Metrobus Istanbul
Metrobüs ist ein Bus-Rapid-Transit-System (BRT) in Istanbul. Das Kofferwort Metrobüs wurde vom städtischen Verkehrsunternehmen İETT ausgewählt, um zu zeigen, dass es sich bei dem System um eine Mischung zwischen Metro und Autobus (türkisch otobüs) handelt. Es bildet zusammen mit der Metro Istanbul, den İstanbul Banliyö Trenleri, den Bosporus-Fähren und der Straßenbahnlinie T1 das Rückgrat des Istanbuler Nahverkehrs. Ferner ist er – neben dem Marmaray-Projekt, das heißt der Verbindung der beiden Vorortstrecken unter dem Bosporus – die einzige direkte Schnellverbindung zwischen dem europäischen und dem asiatischen Teil der Stadt, ohne dass auf die Fähre umgestiegen werden muss.
Die 2007 eröffnete Strecke folgt im Wesentlichen der inneren Ringautobahn Otoyol 1. Die Busse verkehren auf einer eigenen Trasse zwischen den Fahrspuren der Stadtautobahn. Ausgenommen hiervon ist nur der circa 2,7 Kilometer lange Abschnitt über die Brücke der Märtyrer des 15. Juli, wo die Busse im Individualverkehr mitschwimmen.

## Geschichte

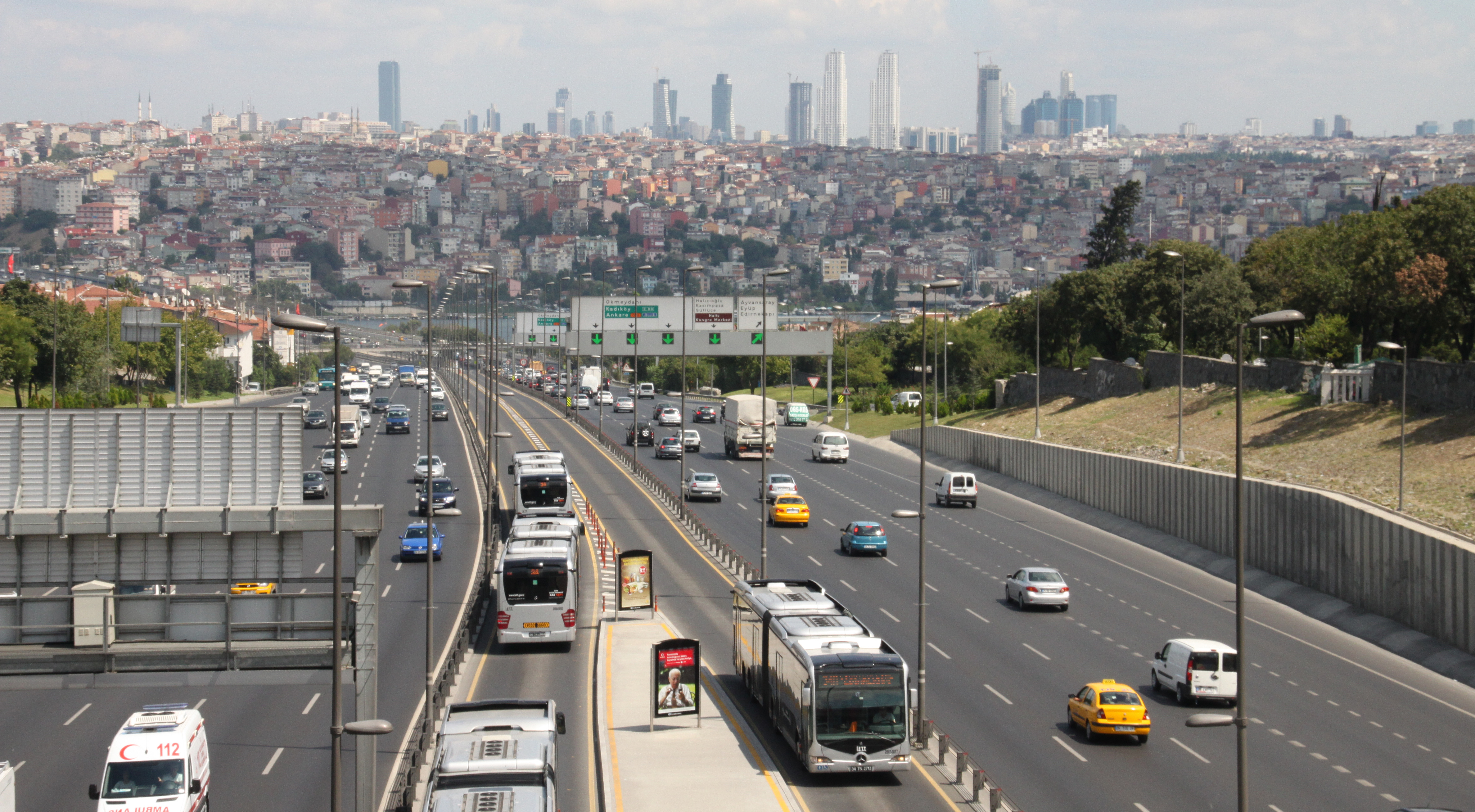
Haltestelle Şehtilik inmitten der Stadtautobahn

Erste Konzepte zur Einrichtung eines BRT-Systems wurden der Stadtverwaltung spätestens 2004 vorgelegt. Mit dem Bau der Strecke wurde dann im Jahr 2005 begonnen. Am 17. September 2007 wurde der erste 18,2 Kilometer lange Abschnitt von Avcılar (İÜ Kampüsü) nach Topkapı in Betrieb genommen. Am 8. September 2008 wurde das System nach Osten um 10,5 Kilometer bis Zincirlikuyu verlängert, am 3. März 2009 um 11,2 Kilometer bis zur heutigen östlichen Endstation Söğütlüçeşme. Bereits in diesem Jahr beförderten 19 m lange Gelenkbusse über je 1 Fahrbahn in 2 Richtungen täglich 750.000 Fahrgäste. Am 19. Juli 2012 wurde die Strecke um 9,7 Kilometer nach Westen bis zur heutigen Endstation Gürpınar (Tüyap Fuar Merkezi) im Stadtteil Beylikdüzü verlängert.
Anfang 2009 erhielt die Istanbuler Stadtverwaltung für den Metrobüs bei den Sustainable Transport Awards, die Projekte prämieren, die Treibhausgase reduzieren und die Lebensqualität der großen Metropolen verbessern, einen Ehrenpreis für Sanfte Mobilität.

## Strecke

Plan der Metrobüs-Strecke

Die Strecke beginnt auf der europäischen Seite Istanbuls an der Haltestelle Beylikdüzü—Sondurak. Sie führt dann in mehr als 50 Kilometern halbkreisförmig um das Stadtzentrum herum, wobei sie das Goldene Horn und den Bosporus überquert. Auf der asiatischen Seite Istanbuls führt sie bis zur Endhaltestelle Söğütlüçeşme. Der Metrobüs bedient 45 Haltestellen, davon 38 auf europäischer und sieben auf asiatischer Seite. Eine östliche Verlängerung der Strecke nach Göztepe ist geplant.
Die Investitionen für die Strecke beliefen sich auf 366 Millionen US-Dollar für die Infrastruktur und 200 Millionen US-Dollar für circa 300 Fahrzeuge. Auf der Strecke werden werktags eine Million Personen befördert.
Die Metrobüsstrecke in Istanbul ist besonders ausgebaut, um den Busverkehr zu beschleunigen. Das Besondere an der Strecke ist, dass sie zumeist im Linksverkehr auf einer Sonderspur zwischen den eigentlichen Fahrspuren betrieben wird. Diese ist baulich von den regulären Richtungsfahrbahnen durch Mauern beziehungsweise Leitplanken getrennt. Der Grund für den Linksverkehr ist, dass inmitten der mehrspurigen Stadtautobahn Platz eine knappe Ressource ist, so dass jeweils nur ein Bussteig in der Mitte gebaut wurde. Da die Türen an den Fahrzeugen rechts sind, müssten für einen Betrieb im Rechtsverkehr ansonsten jeweils zwei Bussteige gebaut werden. So können die Bussteige, analog zu Mittelbahnsteigen, in beiden Richtungen genutzt werden. Zudem bietet sich durch die Mittellage der Vorteil, dass weniger Zugänge gebaut werden müssen.

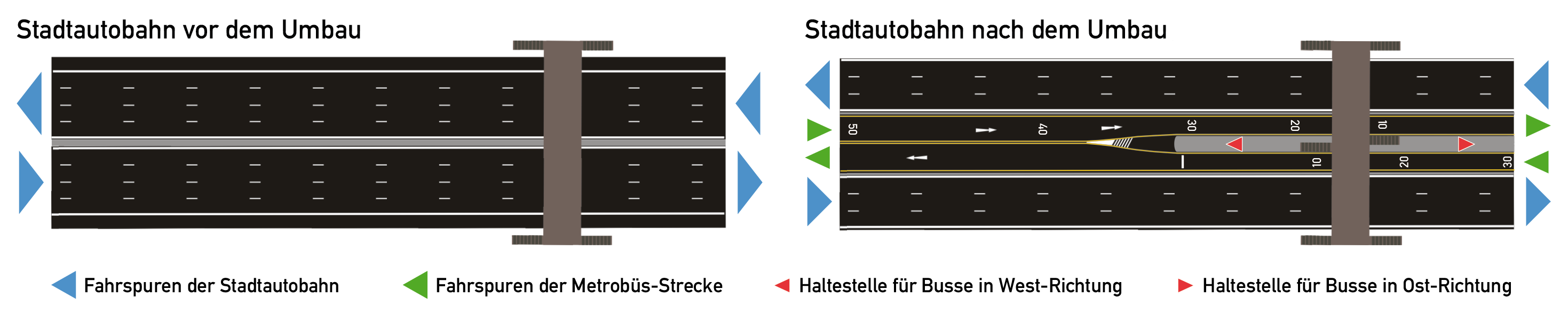
Integration des Metrobüs in die Fahrspuren der Stadtautobahn

Da fast alle Linien nicht die ganze Strecke bedienen, existieren folgende Zwischenendstellen:
- An der früheren Endstelle Avcılar (İÜ Kampüsü) fädelte die Strecke über eine Brücke aus. Seit Verlängerung der Strecke nach Gürpinar taucht hier aus beiden Richtung zwischen den Durchgangsfahrspuren eine weitere Fahrspur in einen Graben ab, aus dem heraus unter der nördlichen Fahrbahn der Stadtautobahn hindurch in die nördlich der Trasse gelegene Endhaltestelle der Linien 34, 34B und 34T abgebogen werden kann.
- Hinter der Haltestelle Cevizlibağ AÖY werden die endenden Busse der Linie 34A durch einen kurzen Tunnel in eine Anschlussstelle der Autobahn hineingeleitet, deren Auf- und Abfahrtsrampen dann zum Wenden genutzt werden.
- An der Haltestelle Topkapı wurde eine Wendeschleife auf Stelzen gebaut, so dass die Busse der Linie 34T den Raum über der Stadtautobahn zum Wenden nutzen können.
- Hinter der Haltestelle Maltepe tauchen die Busse der Linie 34C in einen Anschlusstunnel ab, der einen Teil Zufahrt zum Betriebshof des Metrobüs-Systems bildet, in dem dann gewendet wird. Der Anschlusstunnel selbst liegt unter der Haltestelle Adnan Menderes Bulvarı, unter der er sich aufteilt, so dass in beide Richtungen der Metrobüs-Trasse auf- bzw. abgefahren werden kann.
- Die Haltestelle Zincirlikuyu liegt inmitten eines Autobahnkreuzes. Hier wurden im Innenraum der indirekten Verbindungsrampen eigene Fahrspuren für den Metrobüs geschaffen, die unter anderem auch von den Linien 34 und 34Z zum Wenden genutzt werden.[10]

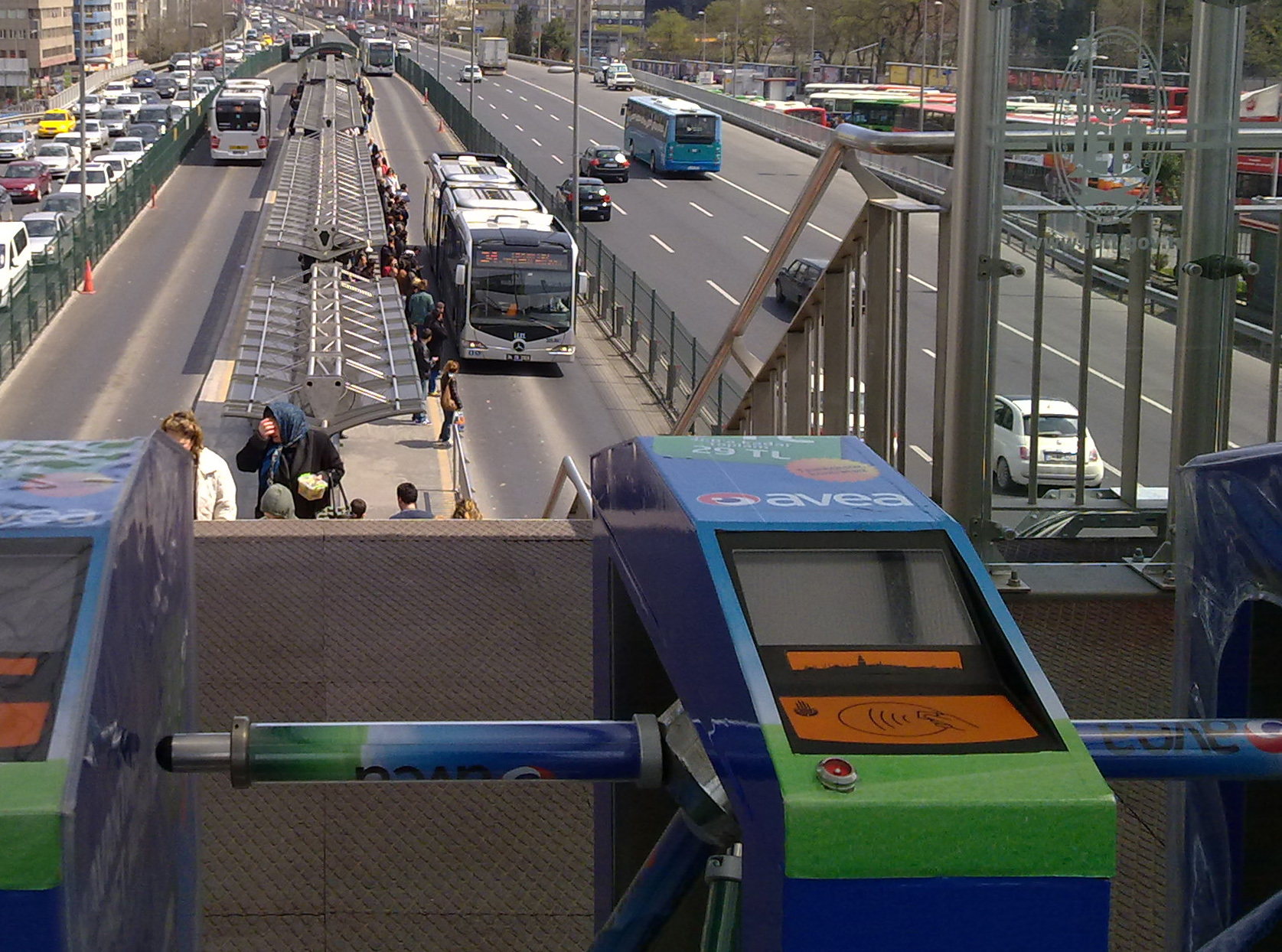
Drehkreuz am Zugang zur Haltestelle Mecidiyeköy

Der Zugang zum Metrobüs wird den Fahrgästen über Fußgängerüber- beziehungsweise -unterführungen mit Treppen beziehungsweise Rolltreppen ermöglicht. Weiterhin gibt es Aufzugskonstruktionen. Die direkten Zugänge sind, anders als die öffentlichen Über- und Unterführungen, mit den im Istanbuler Schienenverkehr üblichen Drehkreuzen und Ticketsperren versehen. Diese kann man nach Einwurf von speziellen Jetons oder das Anhalten der Istanbulkart beziehungsweise des Akbil-Passes an die Sensoren passieren.

## Betrieb
Auf der Metrobüs-Strecke verkehren sieben verschiedene Linien, die jeweils alle Haltestellen in ihrem Abschnitt bedienen.
Die Stammbezeichnung für alle Metrobüslinien ist die Nummer 34, die sich dann in den Linien 34, 34A, 34B, 34C, 34G, 34T und 34Z wiederfindet. Die 34 ist eine besondere Zahl für Istanbul, da sie die Provinznummer der Stadt ist, die man bei den Autokennzeichen und auch in den Postleitzahlen nutzt. Symbolisch kommt noch hinzu, dass die '34er-Linien' die beiden Stadthälften, die sonst durch den Bosporus getrennt sind, miteinander verbinden.
Die einzelnen Linien verkehren wie folgt:

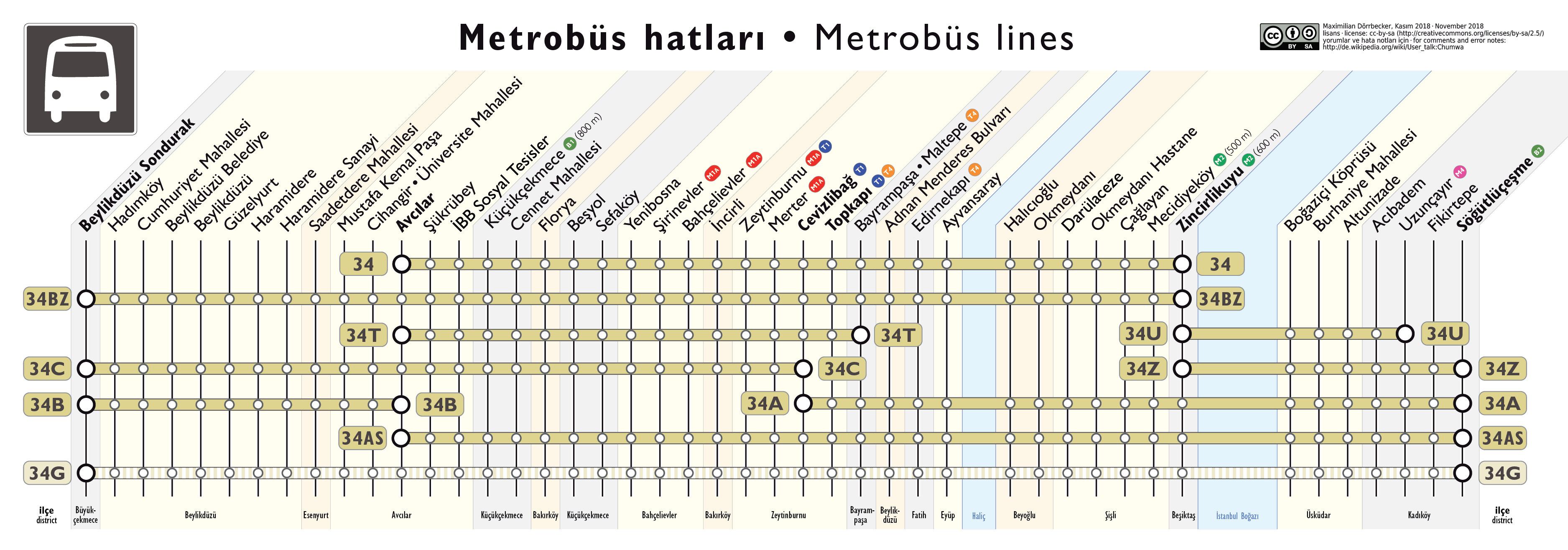
Linenband der Metrobüs-Linien

Die Linie 34G, die die gesamte Strecke bedient, fährt nur unregelmäßig und selten, hauptsächlich im Nachtverkehr. Die Linie 34A fährt nur in der Hauptverkehrszeit (5–9 Uhr und 16–19 Uhr) an Werktagen, dann aber in einem sehr dichten Takt. Ansonsten wird die Linienbezeichnung 34A auch für unregelmäßig verkehrende Verstärkerkurse auf diversen Abschnitten der Strecke genutzt.
Die Bedienungshäufigkeit je Richtung auf den einzelnen Linien stellt sich wie folgt dar:

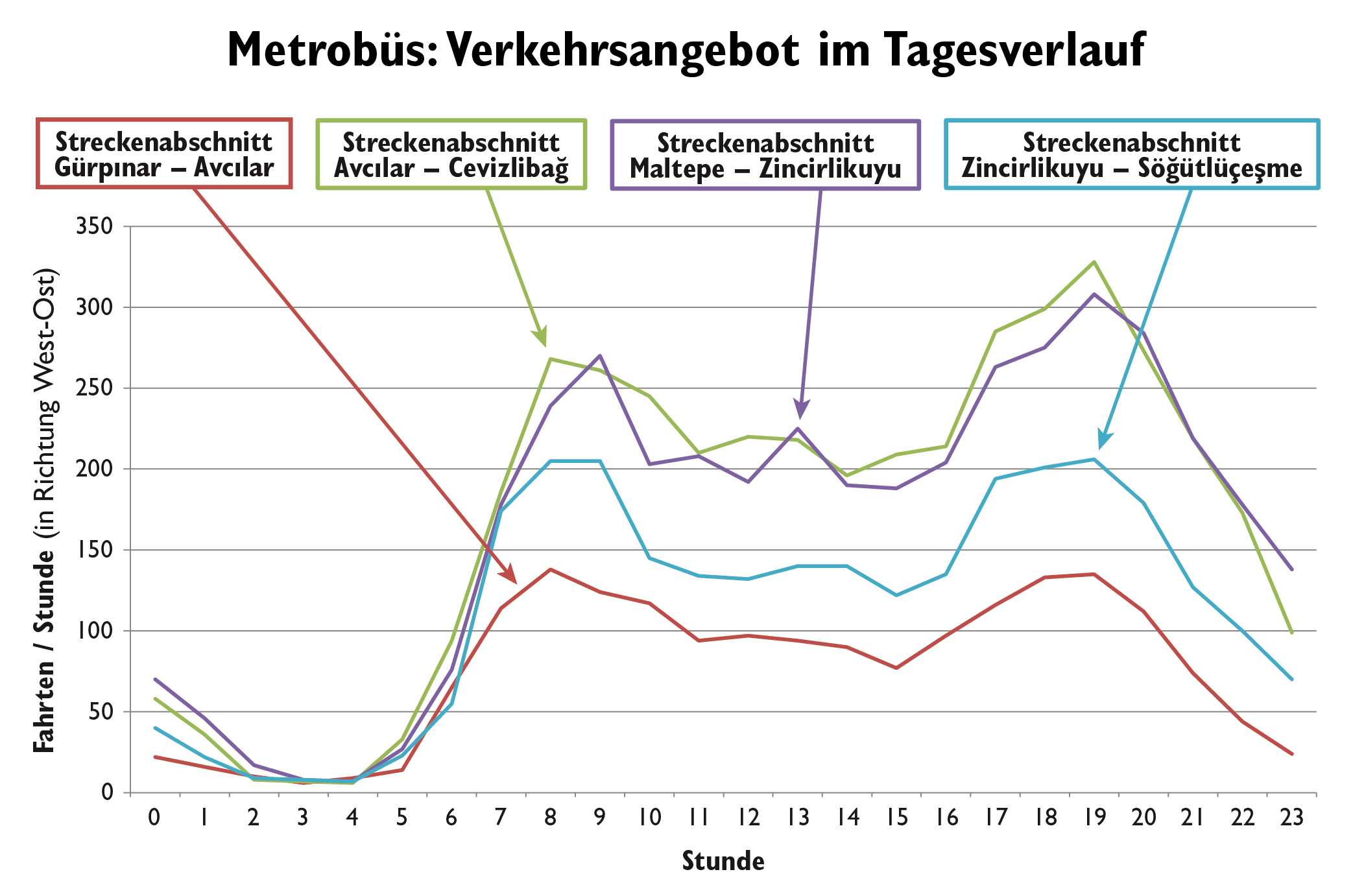
Fahrtenangebot auf der Metrobüsstrecke

Die höchste Metrobüs-Taktfrequenz liegt werktags in Stoßzeiten demnach bei elf Sekunden. Für eine anders abgegrenzte Teilstrecke wurden ein Jahr und eine Ausbaustufe früher als Durchschnitt der Spitzenstunde 14 Sekunden angegeben (laut Fahrplan, also ohne Zusatzfahrten).

## Fahrzeuge
Auf den Metrobüs-Linien wurden 2011 bis zu 400 Busse eingesetzt. Es kommen in der Regel Gelenkbusse von Mercedes zum Einsatz. Einfache grüne IETT-Linienbusse kommen auf den Metrobüs-Kursen dagegen nur in Ausnahmefällen zum Einsatz. Rechnet man in der Spitzenstunde mit 150 Fahrgästen pro Bus und 300 Bussen pro Spur und Richtung gemäß Grafik, so ergeben sich pro Spitzenstunde pro Richtung 45.000 Fahrgäste.
Die Metrobüsflotte setzt sich wie folgt zusammen:

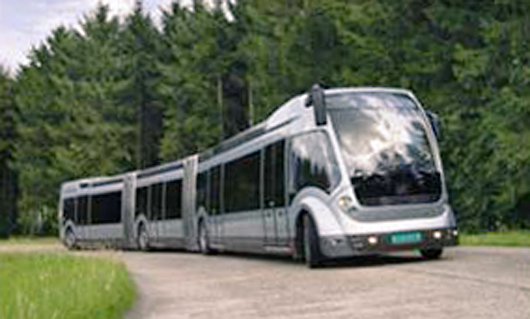
Phileas-Doppelgelenkbus

Die Phileas-Doppelgelenkbusse bereiten immer wieder Probleme, da sie nicht ausreichend motorisiert sind und somit große Fahrgastmengen nur schwer die für Istanbul typischen steilen Anstiege hinaufbefördern können. Die Busse müssen zumeist wesentlich mehr Fahrgäste befördern als vom Hersteller ausgelegt. So gab es in der Phileas-Flotte häufig Ausfälle und Betriebsstörungen, die sich in den einspurigen Richtungsfahrbahnen der Metrobüsstrecke stark auswirkten: Die Strecke wurde durch ein defektes Fahrzeug blockiert und erzeugte so bei den ihm folgenden Fahrzeugen Verspätungen, weshalb die Phileas-Busse nur noch wenig eingesetzt werden.
Im Jahr 2010 brachte die İETT schließlich den Phileas-Hersteller APTS wegen der Mängel vor Gericht. In dem Streit ging es unter anderem um die folgenden Punkte: Fehler am Differentialgetriebe und an der Steuerung, zu hohe Reifenabnutzung, Risse im Fahrgestell, Ausfälle der Klimaanlage, vorzeitige Abnutzung der Bremsbacken sowie Öl- und Luftlecks. Im November 2010 wurde von der Stadtverwaltung eine grundsätzliche Überprüfung der Verträge mit APTS angestoßen mit dem Ziel, diese aufzulösen.
Im Jahr 2022 wurden zur Ausweitung der Beförderungskapazitäten sowie zur Modernisierung des Fahrzeugbestands Gelenkbusse des Typs Kent XL des Herstellers Otokar und Doppelgelenkbusse des Typs Ultra LF25 des Herstellers Akia in Betrieb genommen, wobei zunächst 100 Busse des Typs Otokar Kent XL und 60 Busse des Typs Akia Ultra LF25 in Betrieb genommen wurden. Durch Nachbestellungen sind inzwischen 120 Busse des Typs Kent XL und 132 Busse des Typs Ultra LF25 vorhanden. Zudem wurde im April 2024 ein vierteiliger Gelenkbus des chinesischen Herstellers CRRC Zhuzhou mit einer Länge von 40 Metern und einer Kapazität von 420 Fahrgästen auf der Strecke erprobt.